# اتفاقية تمويل الإرهاب
اتفاقية تمويل الإرهاب رسميا الاتفاقية الدولية لقمع تمويل الإرهاب هي معاهدة تابعة للأمم المتحدة تهدف إلى تجريم أفعال تمويل الإرهاب عام 1999. تسعى الاتفاقية أيضا إلى تعزيز الشرطة والتعاون القضائي لمنع والتحقيق فيها ومعاقبة تمويل مثل هذه الأفعال. اعتبارا من أغسطس 2013 فقد تم التصديق على المعاهدة من قبل 186 دولة. من حيث الشمولية فإنها إحدى أنجح معاهدات مكافحة الإرهاب في التاريخ.